# 加利納鎮區 (明尼蘇達州馬丁縣)
加利納鎮區（英語：Galena Township）是位於美國明尼蘇達州馬丁縣的一個行政鎮區，得名自大部份早期定居者的故鄉，伊利諾州的加利納。

## 地方資料
加利納鎮區的面積為91.74平方千米，當中陸地面積為90.54平方千米，而水域面積為1.24平方千米。根據2020年美國人口普查的數據，當地共有人口211人，而人口密度為每平方千米2.3人。